# Raymond Gérard
Raymond Pierre Louis Gérard (Liegi, 4 giugno 1914 – ...) è stato un cestista e arbitro di pallacanestro belga.

## Carriera
Con il Belgio ha preso parte alle Olimpiadi di Berlino 1936, disputando una sola partita: la sfida persa contro l'Uruguay.
Ha preso parte come arbitro ai Giochi olimpici di Helsinki 1952.